# Gajal udomowiony
Gajal udomowiony (Bos frontalis) – ssak z rodziny wołowatych zaliczany do bawołów.

## Wygląd
Czarnobrunatna sierść z jasnymi nogami poniżej stawu skokowego. Waga do 1000 kg, długość do 280 cm, wysokość 1,6 m. Ma masywne zakrzywione rogi.

## Występowanie
Hodowany w południowej i południowo-wschodniej Azji dla mięsa.